# Аліса знає, що робити!
«Аліса знає, що робити!» — мультсеріал, знятий за мотивами книг Кира Буличова про Алісу Селезньову. Прем'єра відбулася 11 листопада 2013 року на телеканалі СТС за день до офіційного дня народження Аліси, а через три місяці, 3 лютого 2014 року, — на телеканалі «Карусель». Це перша екранізація про Алісу Селезньову, у якій багато епізодів серіалу є оригінальними і не засновані на книгах Буличова, і перша екранізація, зроблена в комп'ютерній графіці.

## Персонажі та актори озвучування
- Аліса Селезньова —  Дарина Мельникова
- Мама Аліси — Ганна Ардова
- Василь Петрович, робот-учитель — Армен Джигарханян (перші серії), Віктор Андрієнко (серії 6—9, 16, 17, 20, 21)
- Професор Селезньов, Робот Ватажок (16-та серія) — Олексій Колган
- Наташа Біла — Мирослава Карпович
- Маша Біла, Голос гри (24-та серія) — Ольга Сирина
- Громозека — Дмитро Назаров
- Арік Сапожков —  Ірина Гришина
- Робот Поля, Доктор Гильям — Валерій Сторожик
- Олексій (Леха) Тетерін — Прохор Чеховський
- Істінокс пупер — Євген Донських
- Дід Аріка, Чиновник Селга, Бол (22-га серія), Шериф — Олександр Пожаров
- Рідіка (23-тя серія) — Ігор Харламов

## Епізоди

### Сезон 1
1. Таємниця останнього істінокса 16 листопада 2013
2. Небезпечні ілюзії 23 листопада 2013
3. Капітани 30 листопада 2013
4. Рівновага 7 грудня 2013
5. Мізки геть! 14 грудня 2013
6. Оракул на пенсії 21 грудня 2013
7. Ігри без правил  28 грудня 2013
8. Пісенний поєдинок 6 квітня 2014 роки (1-а частина), 12 квітня 2014 роки (2-а частина)
9. Вибухові дітлахи 19 квітня 2014 роки (1-а частина), 26 квітня 2014 роки (2-а частина)
10. Золоті Балун  3 травня 2014 року
11. Заручники Дібали  вересень 2014 року
12. Досконалість  вересень 2014 року
13. Недільна ухильницю  23 грудня 2014 рік
14. Не родись красивою  28 лютого 2015 року
15. Енергія минулого  14 березня 2015 року
16. Застарілі моделі  21 березня 2015 року
17. Геть креатив!  17 травня 2015 року
18. Гуманітарна допомога  24 травня 2015 року
19. Підміна растроноса  31 травня 2015 року
20. Старики-розбійники  7. червня 2015 року
21. Зелена помста  15 жовтня 2015 роки (1-а частина), 17 жовтня 2015 роки (2-а частина)
22. Льстец, підлесник  24 жовтня 2015 роки (1-а частина), 31 жовтня 2015 роки (2-а частина)
23. Наука, гумору  12 грудня 2015 роки (1-а частина), 19 грудня 2015 роки (2-а частина)
24. Навіть не думай!  11 січня 2016 роки (1-а частина), 16 січня 2016 роки (2-а частина)

Також окремий цикл гумористичних серій «Аліса Club»
1. Супермен
2. Любов зла
3. Побачення

## Нагороди
- У 2014 році в Суздалі мультсеріал був відзначений на XIX Відкритому російському фестивалі анімаційного кіно[2][3] у спеціальній номінації «Анімаційний серіал з найбільшим міжнародним потенціалом». Як переможець у номінації, проект був запрошений в Канни на міжнародну виставку дитячого контенту MIPJunior, де він вперше був представлений зарубіжної аудиторії[4].
- У 2014 році на VIII Великому фестивалі мультфільмів дитяче журі відзначило: Спеціальна згадка за сучасний дизайн і драматургію «Аліса знає, що робити! Вибухові дітлахи»[5].
- У 2014 році на 19 МКФ «Золота рибка» професійне журі присудило приз «За серйозність підходу до жанру анімації для дітей»[6].